# دامير كروباليجا
دامير كروباليجا (بالإنجليزية: Damir Krupalija)‏ مواليد 13 يونيو 1979 في سراييفو، جمهورية البوسنة والهرسك الاشتراكية، جمهورية يوغوسلافيا الاشتراكية الاتحادية، هو لاعب كرة سلة أمريكي. بدأ مسيرته الاحترافية في سنة 2002. يحمل الرقم 43. يبلغ طوله 6 قدم 9 بوصة (2.1 م). لعب كرة السلة الجامعية في جامعة إلينوي في إربانا-شامبين.

## المسيرة الاحترافية
لعب مع فوتسوافك في موسم 2002–2003، ثم لعب مع سبيرو شارلوروا من سنة 2003 إلى 2007، ثم لعب مع جاي دي أيه ديجون في الدوري الفرنسي من سنة 2007 إلى 2010، ثم لعب مع بلباو باسكت في الدوري الإسباني في سنة 2011، ثم لعب مع سبيرو شارلوروا في سنة 2014، ثم لعب مع نانسي باسكت في الدوري الفرنسي في سنة 2014، ثم لعب مع بوسنا رويال في سنة 2015.

## روابط خارجية
- دامير كروباليجا على موقع الاتحاد الدولي لكرة السلة (الإنجليزية)
- دامير كروباليجا على موقع الدوري الإسباني لكرة السلة (الإسبانية)
- دامير كروباليجا على موقع كرة السلة الأوروبية.كوم (الإنجليزية)
- دامير كروباليجا على موقع كلية كرة السلة في سبورتس رفرنس.كوم (الإنجليزية)
- دامير كروباليجا على موقع ريلجم (الإنجليزية)
- دامير كروباليجا على موقع بروبوليرز (الإنجليزية)
- دامير كروباليجا على موقع سبورتس رفرنس (الإنجليزية)